# Gonzales County
Das Gonzales County ist ein County im Bundesstaat Texas der Vereinigten Staaten. Das U.S. Census Bureau hat bei der Volkszählung 2020 eine Einwohnerzahl von 19.653 ermittelt. Der Sitz der County-Verwaltung ist in Gonzales.

## Geographie
Das County liegt südöstlich des geographischen Zentrums von Texas, etwa 140 km vor dem Golf von Mexiko und hat eine Fläche von 2771 Quadratkilometern, wovon 5 Quadratkilometer Wasserfläche sind. Es grenzt im Uhrzeigersinn an folgende Countys: Fayette County, Lavaca County, DeWitt County, Karnes County, Wilson County, Guadalupe County und Caldwell County.

## Geschichte
Gonzales County wurde 1836 als Original-County gebildet. Benannt wurde es nach der Stadt Gonzales, die den Namen von Rafael Gonzalez (1789–1857) trägt. Dieser war Offizier in der spanischen Armee und 1824 Gouverneur der mexikanischen Provinzen Texas und Coahuila.
11 Bauwerke und Stätten des Countys sind im National Register of Historic Places (NRHP) eingetragen (Stand 1. Juni 2019).

## Demografische Daten

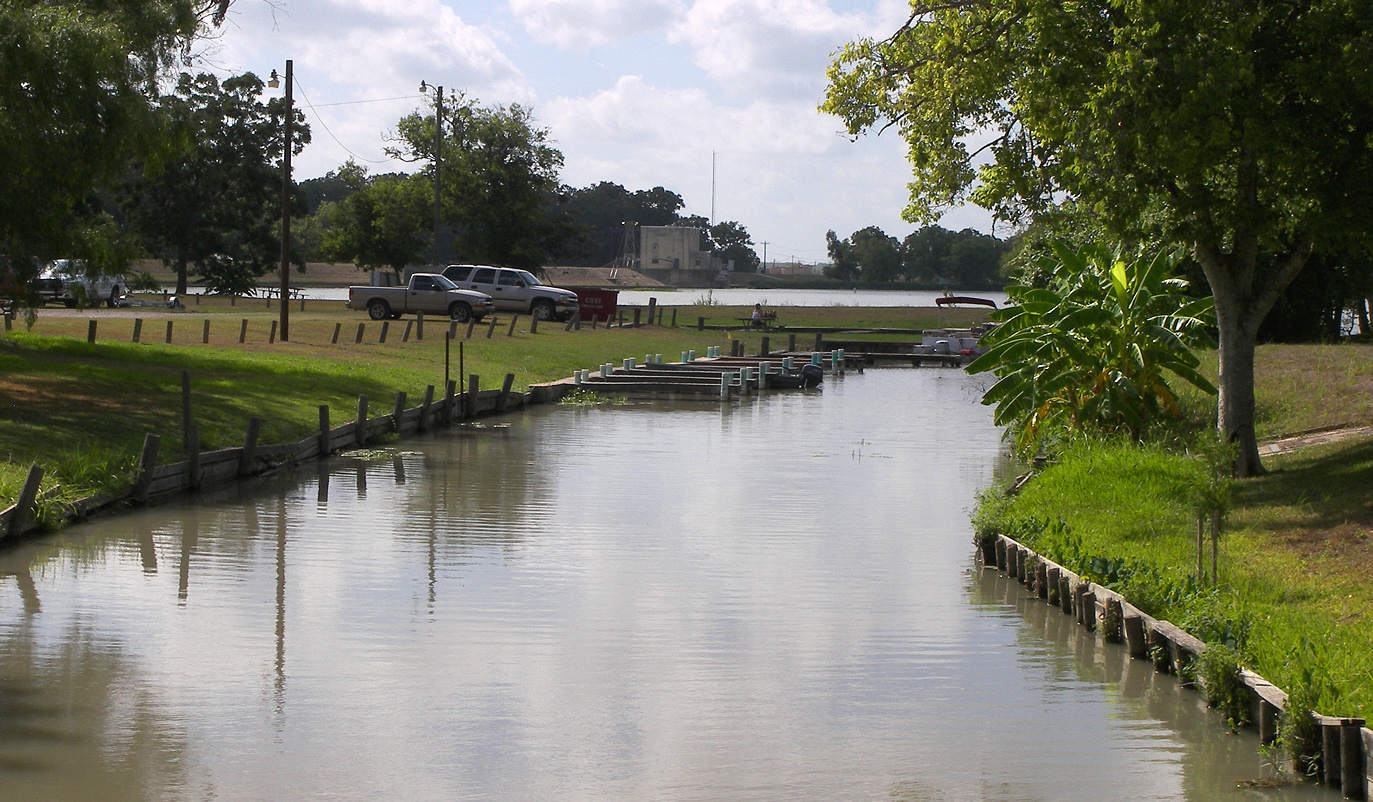
Der Lake Wood

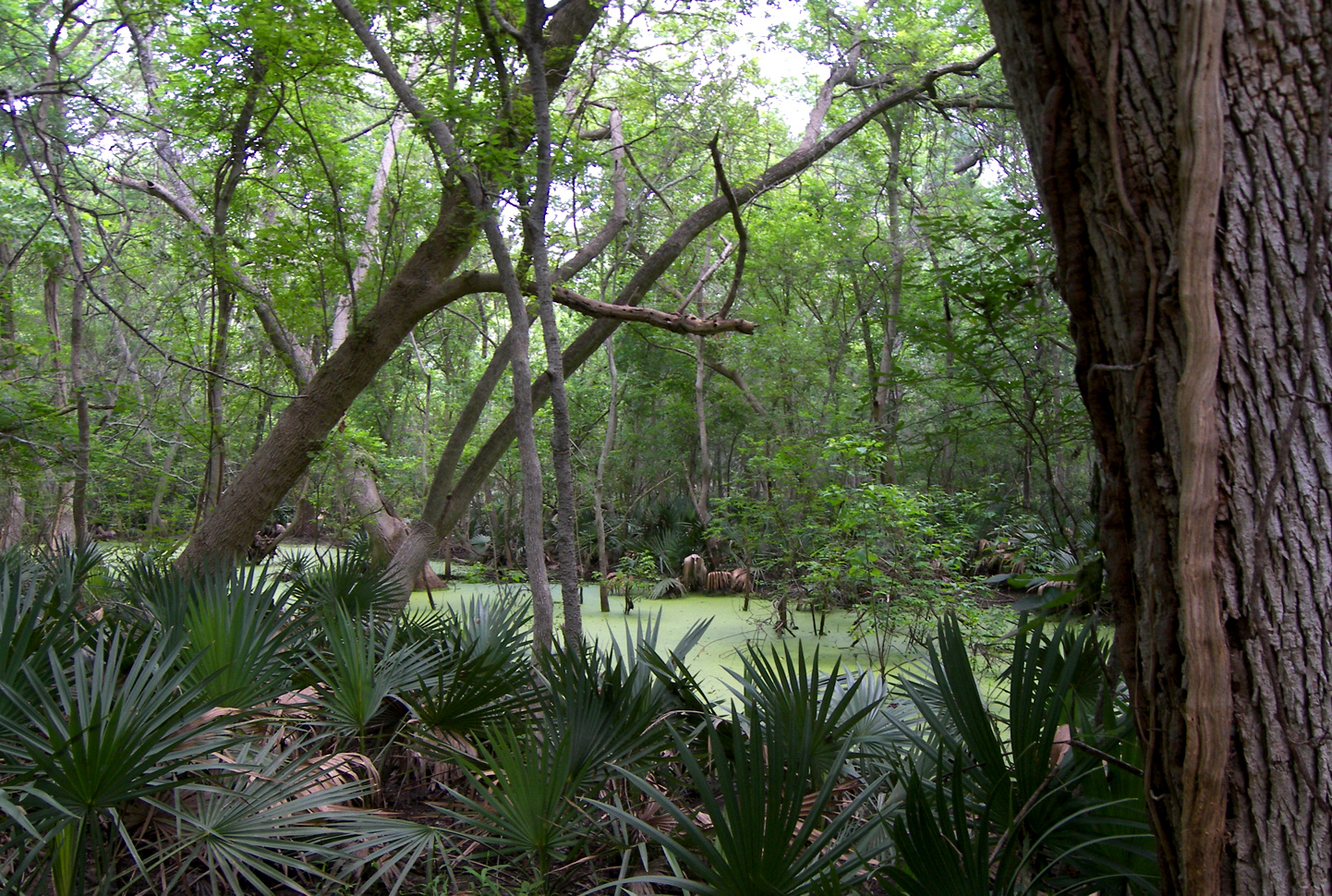
Palmetto State Park

Nach der Volkszählung im Jahr 2000 lebten im Gonzales County 18.628 Menschen in 6.782 Haushalten und 4.876 Familien. Die Bevölkerungsdichte betrug 7 Einwohner pro Quadratkilometer. Ethnisch betrachtet setzte sich die Bevölkerung zusammen aus 72,25 Prozent Weißen, 8,39 Prozent Afroamerikanern, 0,53 Prozent amerikanischen Ureinwohnern, 0,26 Prozent Asiaten, 0,09 Prozent Bewohnern aus dem pazifischen Inselraum und 16,48 Prozent aus anderen ethnischen Gruppen; 2,01 Prozent stammten von zwei oder mehr Ethnien ab. 39,62 Prozent der Einwohner waren spanischer oder lateinamerikanischer Abstammung.
Von den 6.782 Haushalten hatten 34,2 Prozent Kinder oder Jugendliche, die mit ihnen zusammen lebten. 54,0 Prozent waren verheiratete, zusammenlebende Paare 12,3 Prozent waren allein erziehende Mütter und 28,1 Prozent waren keine Familien. 25,2 Prozent waren Singlehaushalte und in 14,3 Prozent lebten Menschen im Alter von 65 Jahren oder darüber. Die durchschnittliche Haushaltsgröße betrug 2,69 und die durchschnittliche Familiengröße betrug 3,21 Personen.
28,0 Prozent der Bevölkerung war unter 18 Jahre alt, 8,7 Prozent zwischen 18 und 24, 25,7 Prozent zwischen 25 und 44, 20,9 Prozent zwischen 45 und 64 und 16,8 Prozent waren 65 Jahre alt oder älter. Das Medianalter betrug 36 Jahre. Auf 100 weibliche Personen kamen 98,4 männliche Personen und auf 100 Frauen im Alter von 18 Jahren oder darüber kamen 95 Männer.
Das jährliche Durchschnittseinkommen eines Haushalts betrug 28.368 USD, das Durchschnittseinkommen einer Familie betrug 35.218 USD. Männer hatten ein Durchschnittseinkommen von 23.439 USD, Frauen 17.027 USD. Das Prokopfeinkommen betrug 14.269 USD. 13,8 Prozent der Familien und 18,6 Prozent der Einwohner lebten unterhalb der Armutsgrenze.

## Städte und Gemeinden
- Bebe
- Belmont
- Cost
- Dilworth
- Gonzales
- Hamon
- Harwood
- Leesville
- Maurin
- Monthalia
- Needa
- Nickel
- Nixon
- Oak Forest
- Ottine
- Sandy Fork
- Saturn
- Smiley
- Summerville
- Thompsonville
- Waelder
- Wrightsboro

## Schutzgebiete
- Palmetto State Park